# Luís Carlos Winck
Luís Carlos Coelho Winck (Santa Rosa, 5 de janeiro de 1963) é um treinador e ex-futebolista brasileiro que atuava como lateral-direito. Atualmente comanda o Manauara.

## Carreira

### Como jogador
Luís Carlos Winck foi revelado pelo Internacional de Porto Alegre em 1981, aos 17 anos de idade, atuando inicialmente no meio-campo. Permaneceu no clube até 1989, quando foi contratado pelo Vasco da Gama. No time carioca, Luís Carlos Winck sofreu uma fratura que o tirou da Copa do Mundo, na Itália. Pela Seleção Brasileira olímpica, conquistou duas medalhas de prata: em 1984 (Los Angeles, quando o Inter e alguns outros jogadores representaram a seleção brasileira) e 1988 (Seul).
Em 1991, retornou ao Internacional, voltando para o Vasco da Gama no ano seguinte. Luís Carlos Winck ainda passou por diversos clubes, antes de encerrar a carreira de jogador em 1996, no São José de Porto Alegre.

### Como treinador
Iniciou a carreira de treinador no próprio São José, em 1998, dirigindo o clube por quatro temporadas. Em 2005 Treinou o Grêmio Coariense - AM e no Campeonato Brasileiro da Série B treinou o São Raimundo Esporte Clube. Em 2007 treinou o Sampaio Corrêa e Bacabal Esporte Clube do estado do Maranhão. Em 2008 transferiu-se para o River-PI, onde disputou o Campeonato Piauiense e a Copa do Brasil, eliminando o Jaguaré-ES na primeira fase (3 a 2 para o Jaguaré no Espírito Santo e 2 a 0 para o River no jogo da volta, em Floriano-PI). Na segunda fase derrotou a equipe do Botafogo pelo placar de 2 a 1 em Bacabal-MA, sendo eliminado no Rio de Janeiro pelo placar de 2 a 0. No mesmo ano reassumiu o Bacabal-MA.
Em agosto de 2009, Winck assinou contrato com o São Raimundo Esporte Clube (Amazonas), visando um projeto a longo prazo para preparar o clube para o ano de 2009.
No fim de 2009, trocou o time amazonense pelo Cianorte-PR, e comandou o time paranaense no Campeonato Estadual de 2010.
Em 11 de junho, foi anunciado como novo técnico do São José para a disputa da Série D de 2010. Já no dia 27 de outubro, acertou com o Inter de Santa Maria. E, no dia 27 de janeiro, foi demitido do cargo.
No início de 2012, assumiu o cargo de técnico do Esportivo, de Bento Gonçalves, onde conquistou o acesso para a elite do Campeonato Gaúcho de Futebol. Winck conduziu o alviazul ao primeiro lugar nas três fases e para o título, além da equipe acumular o melhor ataque e a melhor defesa da competição, no ano seguinte, seguiu na equipe para a disputa do Gauchão, mantendo o Esportivo na elite, com uma campanha de destaque no primeiro turno da competição, onde o time de Bento Gonçalves chegou até as semifinais.
Depois teve passagens por Passo Fundo, Lajeadense, Veranópolis, Pelotas e Caxias.
Em 30 de maio de 2017 foi contratado pelo Criciúma para a disputa da Série B.
Em outubro de 2017, retornou para o Caxias, no Gauchão do ano seguinte, apesar de ter ganho da dupla GreNal e ter tido a melhor campanha na primeira fase da competição, acabou sendo eliminado pelo Avenida nas quartas de final.
Ainda em 2018, trocou o Caxias pelo maior rival, o Juventude, tendo comandado a equipe na reta final da Série B do Brasileirão e no Gauchão de 2019, deixou o Papo em Março de 2019, quando foi demitido após uma derrota em casa para o Caxias, o momento mais marcante de sua passagem pelo Alfredo Jaconi, foi seu envolvimento em uma confusão na partida contra o Inter, pelo Campeonato Gaúcho.
Em 2021, retornou ao Esportivo, visando a disputa do Gauchão, Série D e Copa do Brasil daquele ano, porém, sua segunda passagem pelo Alviazul durou apenas 5 jogos, com uma vitória e quatro derrotas, e após a eliminação para o Remo na Copa do Brasil, a diretoria do clube optou pelo desligamento do treinador.
No dia 13/05/2024, após uma passagem de destaque pelo Anápolis, foi anunciado como novo treinador do Brasiliense, o anúncio veio após um episódio inusitado que ocorreu com o clube de Brasília no dia anterior, onde o treinador da equipe Paulo Roberto Santos se demitiu no intervalo da partida contra o Real Brasília pela Série D do Brasileirão, no segundo tempo, o médico do Brasiliense comandou o time, que venceu a partida por 2x1.

## Legado
O irmão de Luís Carlos Winck, Sérgio Winck, também foi futebolista, atuando como meio-campo. Os filhos de Sérgio viriam a seguir os passos do pai e do tio. Cláudio Winck segue os passos do tio foi lateral-direito do Chapecoense, tendo retornado ao Internacional, clube que defendeu no Campeonato Gaúcho da temporada passada, atua em 2017 na equipe sub-23 do Colorado, que disputa a terceira divisão gaúcha, sendo o goleador da competição. Já o outro filho, Lucas Winck, é volante e joga pelo Passo Fundo, sendo treinado pelo tio.

## Títulos

### Como Jogador
Internacional
- Torneio Heleno Nunes: 1984
- Campeonato Gaúcho: 1981, 1982, 1983, 1984, 1991 e 1994

Vasco da Gama
- Campeonato Brasileiro: 1989
- Campeonato Carioca: 1992
- Troféu Ramón de Carranza de 1989
- Taça Guanabara: 1990 e  1992
- Taça Rio: 1992
- Copa Rio Estadual: 1992
- Taça Adolpho Bloch: 1990

Grêmio
- Campeonato Gaúcho: 1993

Honrarias
- Bola de Prata do Campeonato Brasileiro: 1985 e 1987

### Como Treinador
Esportivo
- Divisão de Acesso: 2012

Passo Fundo
- Campeonato da Região Serrana: 2013

Lajeadense
- Copa FGF: 2014
- Recopa Gaúcha: 2015
- Campeonato da Região Sul-Fronteira: 2014

Caxias
- Campeonato do Interior Gaúcho: 2017